# Halahora de Sus
Halahora de Sus è un comune della Moldavia situato nel distretto di Briceni di 1.589 abitanti al censimento del 2004.

## Località
Il comune è formato dall'insieme delle seguenti località (popolazione 2004):
- Halahora de Sus (1.147 abitanti)
- Chirilovca (10 abitanti)
- Halahora de Jos (432 abitanti)